# Stanisław Kalemba
Stanisław Kalemba (ur. 25 października 1947 w Piekarach) – polski polityk, inżynier rolnik, poseł na Sejm I, II, III, IV, V, VI i VII kadencji (1991–2015), w latach 2012–2014 minister rolnictwa i rozwoju wsi.

## Życiorys
Syn Jana i Pelagii. W 1980 ukończył studia na Akademii Rolniczej w Poznaniu. W pierwszej połowie lat 70. pracował w Państwowym Ośrodku Maszynowym w Stęszewie, następnie do 1993 na kierowniczych stanowiskach w rolniczych spółdzielniach.
W 1975 wstąpił do ZSL. W 1991 pierwszy raz został wybrany na posła na Sejm z listy PSL. Od tego czasu skutecznie ubiegał się o reelekcję w 1993, 1997, 2001 i 2005. W 2004 bezskutecznie kandydował do Parlamentu Europejskiego. W wyborach parlamentarnych w 2007 po raz szósty dostał się do Sejmu otrzymując w okręgu pilskim 13 295 głosów. Zabiegał o przyjęcie przez Sejm projektu ustawy o zmianie ustawy o gospodarowaniu nieruchomościami rolnymi Skarbu Państwa oraz o zmianie niektórych innych ustaw, zakładającej wyłączenie 30% gruntów dzierżawionych od Skarbu Państwa z obszaru największych gospodarstw rolnych i przekazanie ich do zasobów zarządzanych przez Agencję Nieruchomości Rolnych, co miałoby docelowo zwiększyć ilość gruntów dostępnych dla gospodarstw średniej wielkości. W wyborach z 9 października 2011 został ponownie wybrany na posła na Sejm z ramienia PSL, otrzymując w okręgu pilskim 10 597 głosów.
31 lipca 2012 został powołany przez prezydenta Bronisława Komorowskiego na stanowisko ministra rolnictwa i rozwoju wsi. 13 marca 2014 podał się do dymisji. Został odwołany przez prezydenta RP Bronisława Komorowskiego z funkcji ministra rolnictwa 17 marca 2014. Zastąpił go na tym stanowisku Marek Sawicki. W 2015 nie kandydował w kolejnych wyborach parlamentarnych.
Otrzymał honorowe obywatelstwa Grodziska Wielkopolskiego (2008) i Zbąszynia (2009).